# Aku no Hana (álbum)
Aku no Hana (悪の華) é o quinto álbum de estúdio da banda japonesa de rock Buck-Tick, lançado em 1 de fevereiro de 1990 pela gravadora Victor Entertaiment. Uma remasterização digital foi lançada em 19 de setembro de 2002. Durante a gravação do álbum, o guitarrista Imai foi preso pela posse de narcóticos, fazendo Aku no Hana ser antecipado.

## Recepção
Ficou em primeiro lugar no ranking da Oricon Albums Chart e vendeu cerca de 440,000 cópias. Foi certificado disco de ouro pela RIAJ por vender mais de 200.000 cópias. É o album do Buck-Tick mais bem sucedido até hoje.

## Faixas
| N.º            | Título                         | Letras         | Música         | Duração |  |
| 1.             | "National Media Boys"          | Imai           | Imai           | 4:25    |  |
| 2.             | "Maboroshi no Miyako" (幻の都) | Sakurai        | Imai           | 3:59    |  |
| 3.             | "Love Me"                      | Sakurai        | Imai           | 3:14    |  |
| 4.             | "Pleasure Land"                | Hide           | Hide           | 5:00    |  |
| 5.             | "Misty Blue"                   | Sakurai        | Imai           | 4:22    |  |
| 6.             | "Dizzy Moon"                   | Toll           | Hide           | 3:25    |  |
| 7.             | "Sabbat"                       | Sakurai        | Hide           | 5:08    |  |
| 8.             | "The World Is Yours"           | Sakurai        | Imai           | 4:52    |  |
| 9.             | "Aku no Hana" (悪の華)         | Sakurai        | Imai           | 4:16    |  |
| 10.            | "Kiss Me Good-Bye"             | Sakurai        | Imai           | 6:16    |  |
| Duração total: | Duração total:                 | Duração total: | Duração total: | 45:01   |  |

| Faixas bônus da remasterização digital de 2002 |                               |                |         |  |
| N.º                                            | Título                        | Letras         | Duração |  |
| 1.                                             | "Aku no Hana" (versão single) | Sakurai        | 4:10    |  |
| 2.                                             | "Under the Moon Light"        | U-ta           | 3:41    |  |
| Duração total:                                 | Duração total:                | Duração total: | 48:40   |  |

## Ficha técnica

### Buck-Tick
- Atsushi Sakurai - vocal
- Hisashi Imai - guitarra solo, vocais de apoio
- Hidehiko "Hide" Hoshino - guitarra rítmica, vocais de apoio
- Yutaka "U-ta" Higuchi - baixo
- Toll Yagami - bateria

### Músicos adicionais
- Tsutomu Nakayama - teclado

### Outros
- Tsutomu Nakayama - co-produção
- Will Gosling - engenharia
- Jun Kanazawa - assistente de engenharia
- Junko Yamazaki, Makoto Furuhashi, Higashi Ishida - coordenadores
- Shake Hands Inc. - gerenciamento artístico
- Yoshihiko Masuoka - gerente
- Shigeo Azami, Hitoshi Ojima - roadie
- Ken Sakaguchi - design gráfico
- Sayuri Watanabe - estilista
- Midori Kino, Hiroko Omi - cabeleireiros
- Osamu Takagi, Kazumitsu Higuchi - supervisores
- Junichi Tanaka - diretor
- Naoki Toyoshima - promotor
- Bruno Dayan - fotografia